# 红腿叫鹤
红腿叫鹤（学名：Cariama cristata）是叫鹤科最具掠夺性的陆地鸟类。红腿叫鹤栖息在草原上，从亚马逊雨林南部巴西到乌拉圭，以及阿根廷北部。整个区域面积约为590万平方公里，当然该品种并不是分布在该区域所有地方，从大西洋沿岸森林到巴西沿海没有它的踪迹。

## 描述

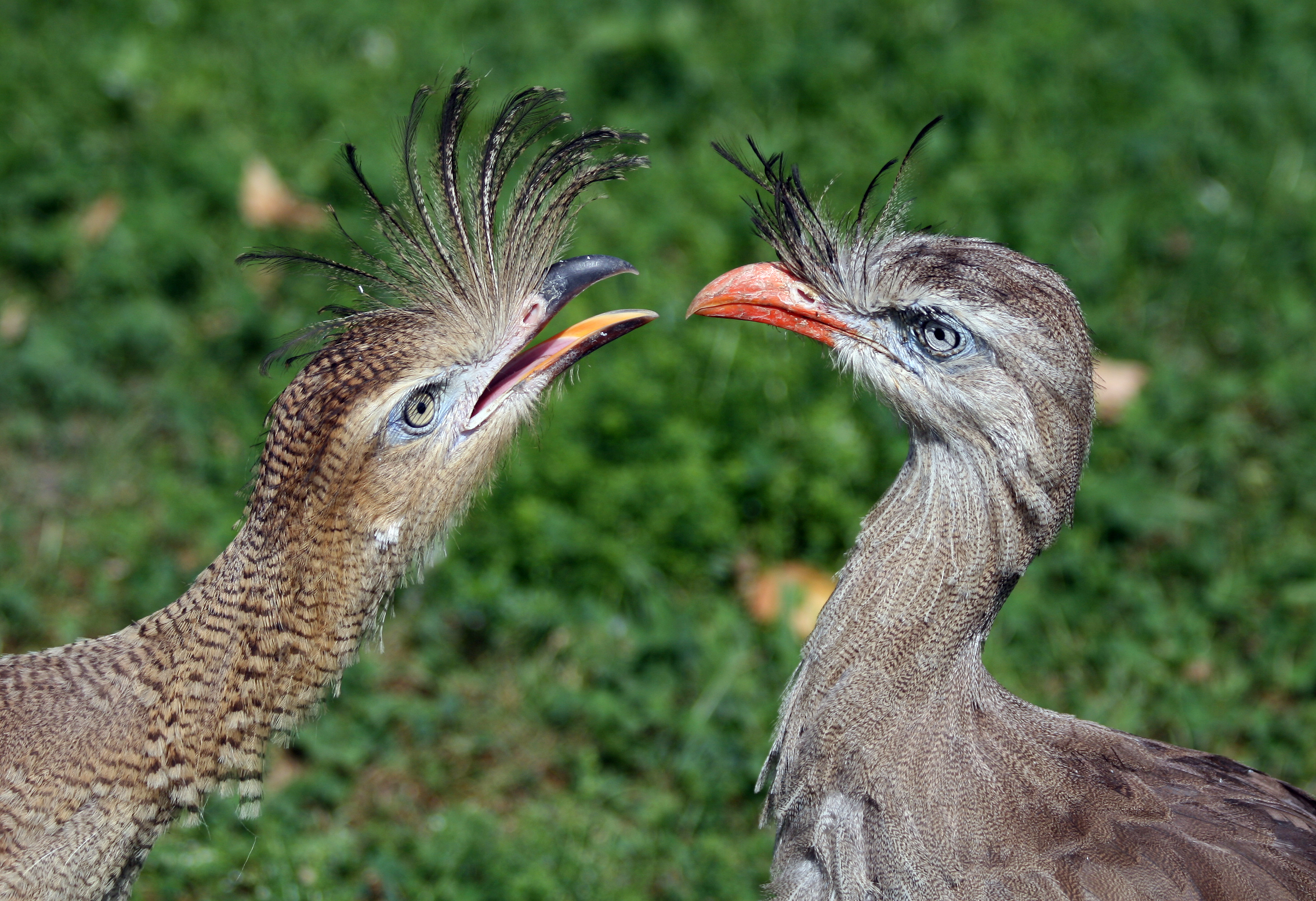
红腿叫鹤

红腿叫鹤长度为75到90厘米，重量约为1.5公斤。脖子、尾巴和腿较长。羽毛为褐色，上面有黑色斑纹，头部、颈部、胸部为浅褐色，肚皮为白色。尾部末梢为白色，有黑色带。嘴和腿为红色，眼睛为黄色。从喙的边上有柔软的羽毛，形成一个扇形的冠。

## 外部連結
- Red-legged Seriema videos on the Internet Bird Collection
- Stamps （页面存档备份，存于） (for Uruguay) with RangeMap
- Red-legged Seriema photo gallery （页面存档备份，存于）
- Photo-High Res （页面存档备份，存于）; Article （页面存档备份，存于） geometer–"Brazil Birds"

 维基共享资源上的相關多媒體資源：红腿叫鹤